# کلوئی سالامن
کلوئی سالامن (انگلیسی: Chloe Salaman؛ زادهٔ ۱۹۵۲ میلادی) بازیگر اهل بریتانیا بود.
از فیلم‌ها یا مجموعه‌های تلویزیونی که وی در آن‌ها نقش داشته است، می‌توان به پوآرو اشاره نمود.